# Татра 10
Tatra 10 (на початку виробництва NW U, пізніше Tatra type U ) — був легковим автомобілем класичним для того часу (двигун передній, задній привід), що вироблявся в Копршивніцька автомобільної компанії Nesselsdorfer Wagenbau-Fabriks-Gesellschaft, або Tatra між 1915 і 1927 роками. Це була найбільша модель автовиробника на той час. Всього було створено 129 автомобілів NW U/Tatra U/Tatra 10.

## Походження і розвиток

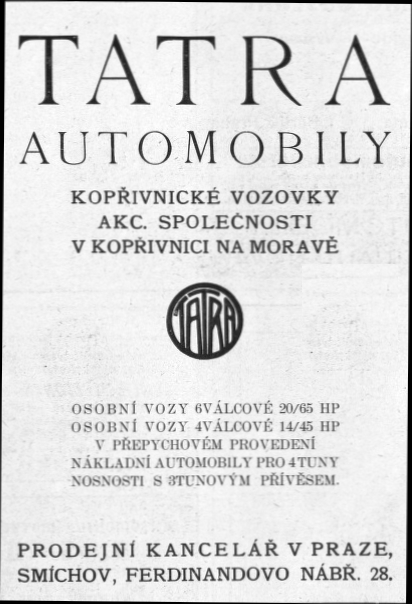
Tatra - реклама Копршивніцької дороги для типів U/Tatra 10 і T/Tatra 20 (Авто 1920 р.)

Автомобіль, розроблений Гансом Ледвінкою, був представлений Nesselsdorfer Wagenbau-Fabriks-Gesellschaft у 1915 році під ім'ям NW type U (20/65 HP) . Це було перше авто з Копршивниці з гальмами на всіх колесах. До 1918 року було вироблено 15 автомобілів Type U. 
Після створення Чехословацької республіки в 1918 році місто Нессельсдорф стало Копршивніце, а компанію було перейменовано на Kopřivnická vozovka, але після тестувань кількох автомобілів у Татрах у січні 1919 року (коли вони змогли проїхати маршрут від Штрби через Штрбське плесо до Татранської Ломниці ), тодішній директор автомобільного відділу інж. Ян Новак, щоб автомобілі могли носити гордий бренд Tatra. Офіційно це сталося  19 березня 1919 року , тому з 1920 по 1923 рік, цей тип вироблявся як Tatra type U, з 1923 року до кінця виробництва в 1927 році як Tatra 10 .
Технічно цей тип був дуже схожий на NW T, пізніше Tatra 20 . Обидва були розраховані на бізнесменів та політиків, а їх значні розміри (довжина 4,9 м, колісна база до 3 635 мм). Вони відрізнялися лиш двигуном: тип U був оснащений шестициліндровим двигуном, тип T - чотирициліндровим. 
Tatra відмовилася від концепції автомобіля з двигунами з водяним охолодженням, які були в T і U, у 1921 році, коли вона випустила Tatra 11 з однолітровим двигуном повітряного охолодження . 

## Трансмісія
Чотиритактний рядний шестициліндровий двигун з водяним охолодженням, об'ємом 5340 см 3 (діаметр діаметра 90 / хід 140 мм). Двигун був оснащений двома карбюраторами Zénith 42 DK (або Pallas) і виробляв 48 kW при 2000 об/хв. Циліндри, створені вертикально в один блок, алюмінієві поршні та порожнисті шатуни . Головка двигуна мала напівкруглі камери згоряння, а газорозподіл OHC забезпечувався зверху парою гвинтових шестерень. охолодження з примусовою циркуляцією водяним насосом і вентилятором. Електромагнітне запалювання, кривошипний запуск, пізніше стартер Bosch . Циркуляційне масло під тиском, де масляний насос виштовхував масло в просвердлений колінчастий вал, підшипники штока і через просвердлені штоки в поршневі пальці, а також до косозубої шестерні розподільного вала, звідки масло самопливом виштовхуеться до нижнюї частини картера. 
Двигун з'єднувався з конічним фрикційним зчепленням і чотириступінчастою коробкою передач (4+Z), важіль перемикання передач який був за корпусом. Четверта передача була в прямому зачепленні. Також по праву руку водія був важіль ручного гальма.

Високий об'єм циліндрів і пов'язана з цим потужність дозволяли автомобілю розвивати до швидкість 120 км/год, але при цьому була велика витрата палива (17-23 л бензину на 100 км). Паливний бак, розташований за задньою віссю, мав об'єм 90 л. Паливо транспортувалося до карбюратора за допомогою «всмоктуючого насоса » типу «Паллас». 

## шасі

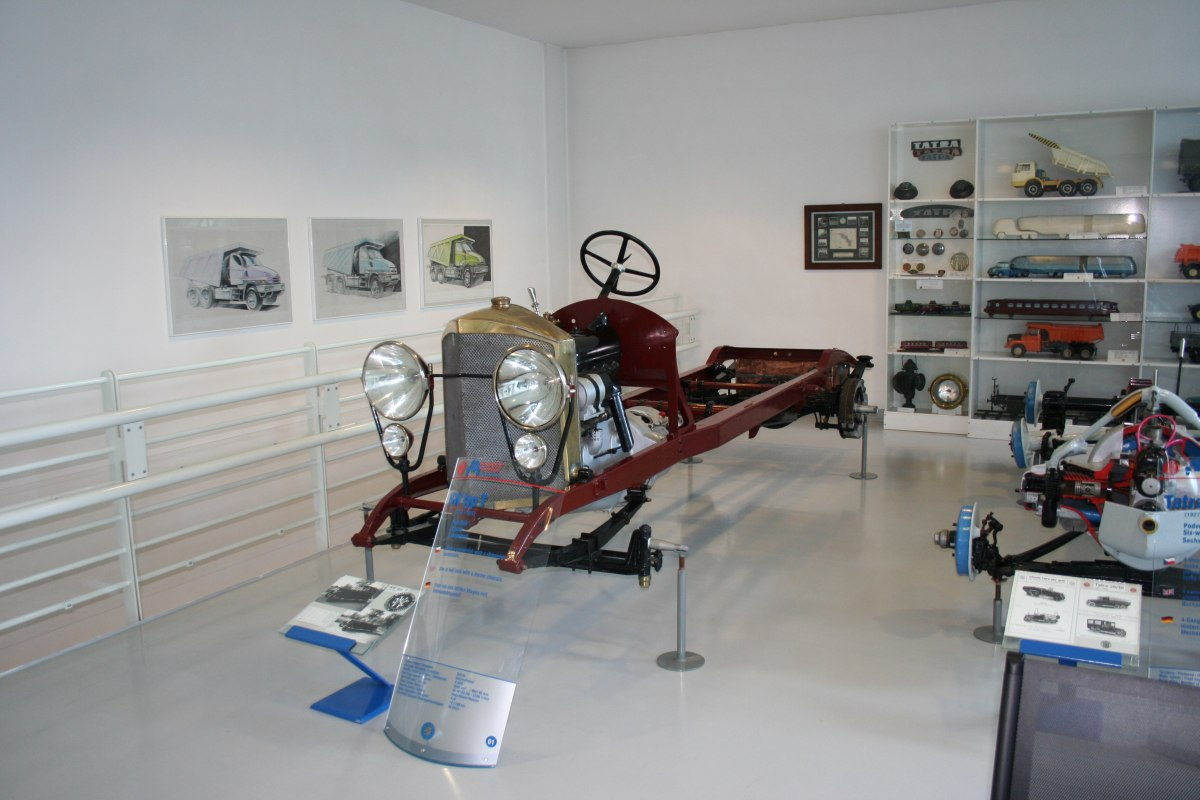
Татра 10 шасі

Модель типу U з 1915 року мала механічні гальма, які були на всіх колесах, що було першим у світі масовим виробництвом автівок.  На задню ось подіяло ручне гальмо. Міцне прямокутне шасі з обома жорсткими осями було підресорене листовими ресорами (спереду поздовжніми, ззаду – консольними ).
Шасі з колісною базою 3,635 м і шириною колії 1,40 м важили аж 1200 кг, повна маса автомобіля досягала 1860-1920 кг залежно від модифікації. Колеса мали розмір 895×135 мм. 

## Тіло

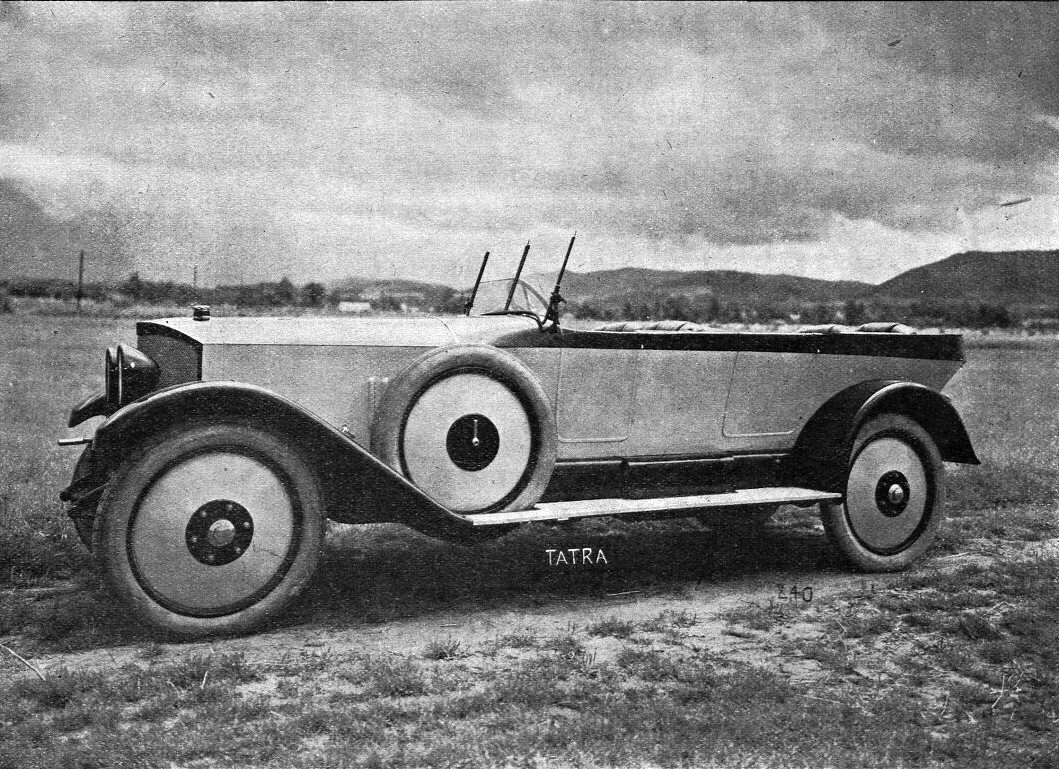
Tatra U, faeton (1921)

Авто типу U здебільшого отримували розкішні кузови довжиною до 4,9 м із закритим простором для пасажирів ( лімузин ), або з частково або повністю відкритим дахом (ландолет). Також були чотиридверні кабріолети та фаетони з відкритим кузовом. Ці версії були для спортивного та надійного водіння. Двомістна спортивна автівка з успіхом використовувався в гірських гонках .
У 1920 році Kopřivnická vozovka показала на Празькому автосалоні U-подібний фаетон із заглибленим дахом і «лімузин», форми якого були відповідним чином підігнані до нової форми радіатора. Усі легкові автомобілі були обладнані електроліхтарями Bosch (динамо та акумулятор) та стартером, тахометром з одометром та спідометром. На колесах були тільки шини від " Мішлен ". Колеса комплектувалися дротяними, дерев'яними ( loukotě ) або суцільними колесами, за бажанням замовника.  Оббивка сидінь фаетона була виконана з чорної лакованої шкіри, ззаду — сидіння у формі палиці. Крім того, встановили аварійні сидіння, що збільшило простір автомобіля до 6 осіб.
Також був спеціальний варіант цієї машини – пожежна машина . Пожежники (SDH Skalice nad Svitavou ) придбали його у графа Менсдорфа спочатку як легковий автомобіль, який вони перетворили на пожежну машину. Пожежний насос і запаска все ще демонструються у пожежній частині по сьогоднішній час. Він міг розвивати швидкість до 120 км/год і був оснащений насосом продуктивністю 2000 л/хв. при тиску 3 атм. 

## Спортивні досягнення

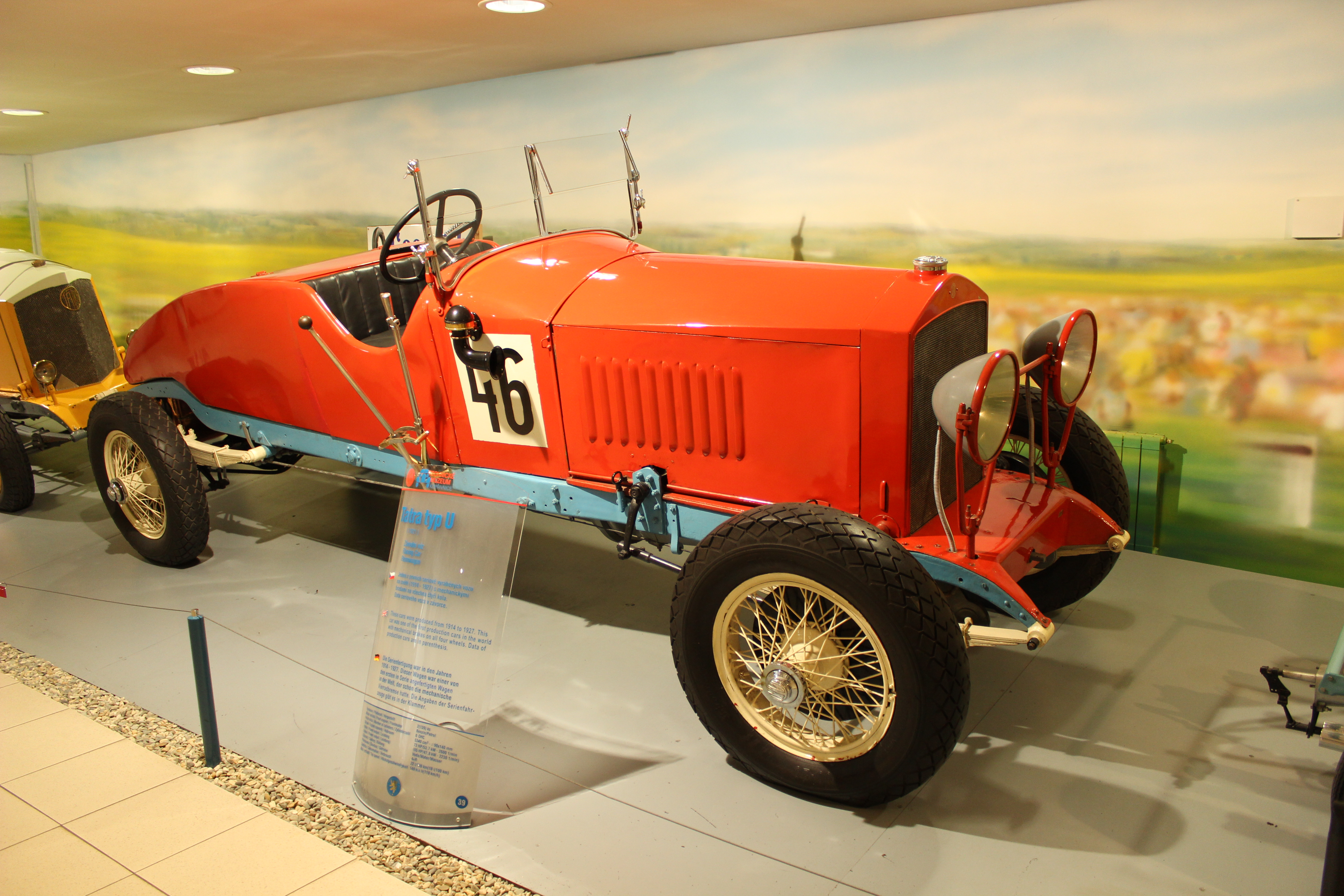
NW U з плоским радіатором (1915), гоночний автомобіль, Технічний музей Tatra

Йогос портивний шлях почався в XII. На міжнародній автомобільній виставці в Празі з 31 липня по 8 серпня 1920 року .  З експонованих чехословацьких автомобілів Laurin & Klement, Praga і J. Вальтер і компанія Тип  U мав найвищу продуктивність і досяг найвищої швидкості.  Він в перше брав участь в гонці у Карлових Варах 5 вересня 1920 року, але перед самою гонкою Tatra лейтенанта Гроха зіткнулася з екіпажем під час тренування, і автомобіль вибув з перегонів. 

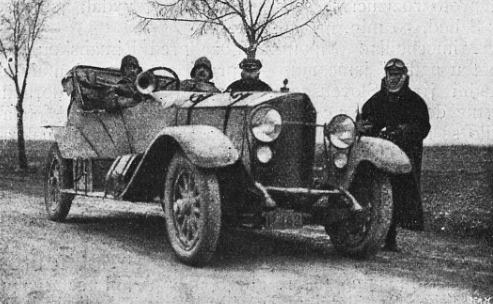
Tatra U, Інформаційна поїздка Чеської академії наук по республіці (1920)

В 1920 року відбувся перший післявоєнний автомобільний спортивний захід — семиденний з 8 по 14 листопада  інформаційний проїзд ЧСКА ( Чехословацького автомобільного клубу ) «Навколо республіки». У конкурсі брали участь чехословацькі автовиробники Praga, Tatra, Laurin & Klement і Walter . Поїздка проходила на якихсь йебенях в жопі світу. У Спіші вдосталь снігу, морозу та льоду, в Шаріші – бездонний мул. Маршрут був гдесь близько 2000 км.  У « Ралі » також брав участь автомобіль типу U Kopřivnické vozovky з екіпажем редактора Ярослава Кальви, генерального секретаря автомобільного клубу доктора Ервіна Паучека, водія Бендека та механіка Йозефа Вержміровського . Найпотужніший автомобіль Tatra був обраний головним авто, за ним йдуть слабші Laurin & Klement S, Praga Grand і Walter WIZ . Хоча змагання ознаменувалися трагічною аварією за участю автомобіля L&K S, в якій потрапив Прокоп Форшт, член ČsKA, власник фабрики та акціонер компанії J. Вальтер і компанія було вирішено залишити Чехословаччину для офіційного Міжнародного конкурсу надійності в липні 1921 року . 
Чехословаччина включила 3 автомобілі Tatra, st., до 1-го року Міжнародного конкурсу надійності. C. 2-4 з вершниками ing. Jos. Брайтенфельдер, власник фабрики Бедржіх Гюкль та інж. Вільфрід Просковець, який сформував фабричну команду. У липні 1921 року (25-31 липня 1921 року) у п’ятиетапному змаганні з надійності (Прага – Опава – Кошице – Братислава – Чеські Будейовіце – Прага) автомобілі та водії Tatra показали невдало. Інж. Брайтенфельдер та інж. Просковец закінчив зі штрафними очками, Хюккель був дискваліфікований за те, що прийняв сторонню допомогу. 

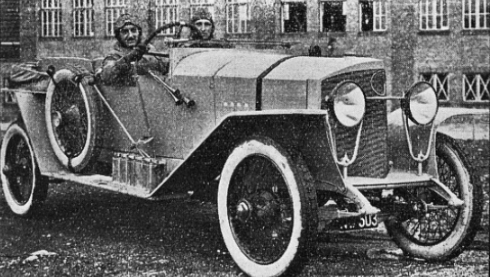
чт. кап. Франтішек Долечек, Tatra U, Конкурс надійності в Чехословаччині (1922)

Для 6-ї щорічної гірської гонки Збраслав-Їловіште (30 квітня 1922 р .) Мюттермюллер і Хонс виступили в категорії 5,3 літра на автомобілі U-типу, тоді як Ян Клабазня і Вержміровський виступили на слабшому автомобілі Т-типу. Хонс і Мюттермюллер зайняли 1-е і 2-е місця в категорії туристичних автомобілів за 3:50,3 хв (87,5 км/год) відповідно. 3:55,3 хвилини (85,7 км/год). У класифікації за «формулою продуктивності» Klabazňa (Tatra T) зайняв 3 місце, Hons on the U type посів 4 місце і Veřmiřovský посів 5 місце (Tatra T), за що переможці категорій Hons і Klabazňa отримали золоті медалі від організаторів. 
До другого. Міжнародного конкурсу надійності 2018, проведений Чехословаччиною з 4 по 10 вересня 1922 року Копршивніце зареєстрував 3 вагони, 2 типу T і 1 типу U (станції № 14-16). Четвертий автомобіль зареєстрований Міністерством національної оборони № кап. Франтішек Долечек (Tatra U). Екіпаж Müttermüller-Letoch (станція № 14) фінішував без штрафних балів. У той час як Klabazňa (ст. № 15) і Вержміровскі (ст. 16) отримали кілька штрафних очок і не вийшли на перше місце в класифікації. У командному заліку «Татра» посіла 4 місце. Спеціальний приз Автомобільного клубу Республіки Чехословаччина за видатні результати отримав Мюттермюллер (Tatra U). 

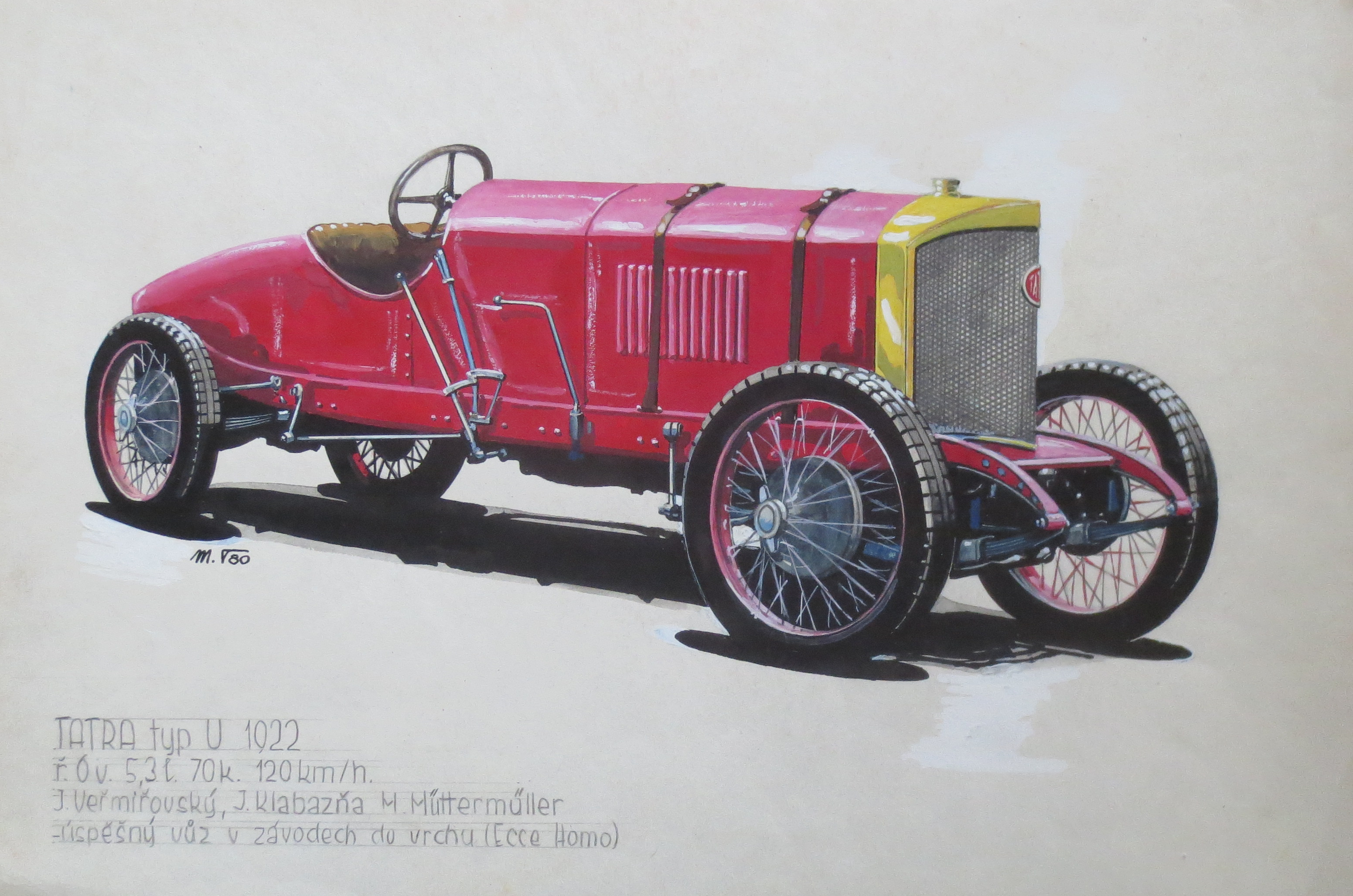
Tatra type U, Рудольф Мюттермюллер, автомобіль-переможець Ecce Homo (1922)

Найбільшого успіху з Tatra U було досягнуто 24 вересня 1922 року на підйомі Ecce Homo в Штернберку (7750 м, перепад висот 311 м, максимальний ухил 7,3%). У цій модифікації автомобіль досяг потужності 51,5 кВт/70 к.с. Ріхард Мюттермюллер  став абсолютним переможцем гонки з часом 6:52,6 хв (67,6 км/год). Етторе Маріно, який насправді був інженером. Tachecí, офіційний представник Моравсько-Сілезького автомобільного клубу (MSAC, Mährisch-Schlesischer Automobil Club)  з Брно, посів 3 місце в класі та 6 місце в загальному заліку на тому ж автомобілі.  На додаток до абсолютної перемоги Мюттермюллер встановив рекорд траси, значно перевершивши час Клабазня 7:45,6 хв з 1921 року (Tatra T). У 1921 році інж. зайняв Татранський університет. Пілот посів 2 місце в класі старше 5 років і показав час 8:09,4 хв. 
Наприкінці сезону, 1 жовтня 1922 року, Північночеське товариство автомобілістів з Красної Ліпи (Nordbömischer Kraftfahrerbund) організувало II. 2019 Schöber (Stožec) перегони в гору біля Румбурка . На трасі, що веде до Stožecký sedlo з максимальним ухилом до 12%, у категорії автомобілів понад 5 літрів, ing. Вільфред Просковец на Tatra U фінішував 3-м і 6-м у загальному заліку автомобіля. 